# Frans Coenen

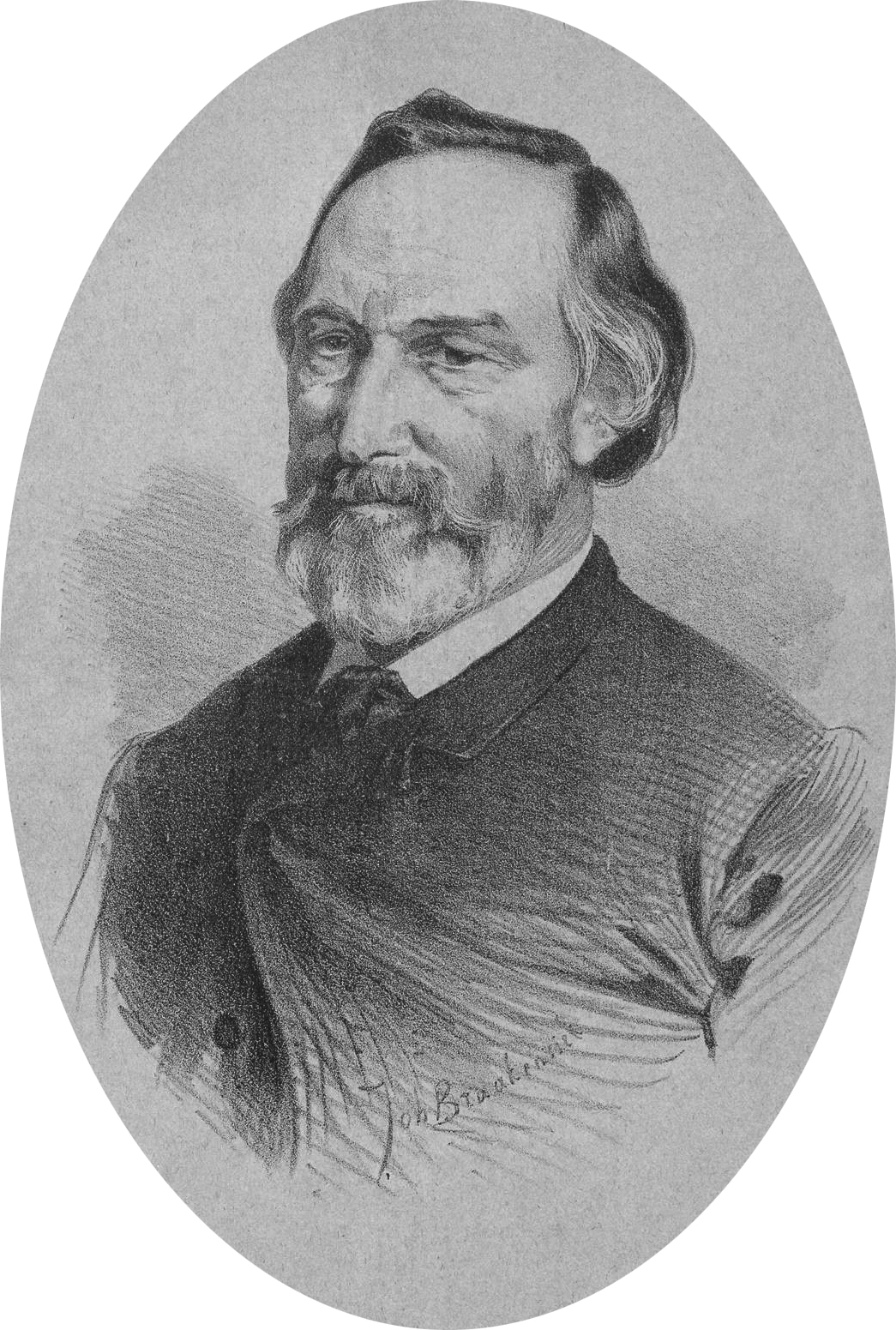
Frans Coenen.

Franciscus (Frans) Hendrikus Coenen, född 26 april 1826 i Rotterdam, död 24 januari 1904 i Leiden, var en nederländsk musiker. 
Coenen utbildade sig under Bernhard Molique och Henri Vieuxtemps till violinvirtuos och gjorde bland annat en konsertresa till Amerika tillsammans med Henri Herz. Coenen var högt ansedd som musiker i sitt hemland, tillhörde styrelsen för Maatschappij tot Bevordering der Toonkunst (sällskapet för främjande av tonkonsten), var lärare vid Amsterdams musikkonservatorium och bildade en utmärkt stråkkvartett. År 1895 drog han sig tillbaka från offentlig verksamhet. Han var även en erkänd tonsättare (symfonier, kantater och kvartetter).